# Mali Lošinj
Mali Lošinj (en italiano, Lussinpiccolo) es una ciudad de Croacia en el condado de Primorje-Gorski Kotar.

## Geografía
Se encuentra a una altitud de 31 m s. n. m. a 260 km de la capital nacional, Zagreb.

## Demografía
En el censo 2011 el total de población de la ciudad fue de 8 116 habitantes, distribuidos en las siguientes localidades:
- Belej - 55
- Ćunski - 155
- Ilovik -  85
- Male Srakane - 2
- Mali Lošinj - 6 091
- Nerezine -  353
- Osor - 60
- Punta Križa - 63
- Susak - 151
- Sveti Jakov - 77
- Unije - 88
- Ustrine - 22
- Vele Srakane - 3
- Veli Lošinj - 901

| Gráfica de población de Mali Lošinj 1857-2011                       |
|                                                                     |
| Según los censos de población de la oficina estadística de Croacia. |

## Cultura
- Museo del Apoxiomeno: aloja como única pieza un apoxiómenos, una estatua de bronce de un atleta ‘que se rasca’ la suciedad tras hacer ejercicio, del siglo II o I a. C., que se rescató del fondo marino en 1999. La copia, conocida como el Apoxiomeno de Croacia, es la más completa y mejor conservada de las siete conocidas de este mismo modelo.[5]